# Tyrokafteri
La tyrokafteri (en grec moderne : τυροκαυτερή), aussi appelée ktipiti ou chtypiti (χτυπητή), est un mezzé grec qui peut être utilisé comme sauce ou comme entrée.
La préparation varie selon les régions mais les ingrédients communément utilisés sont la féta (ou un autre fromage frais), le piment, le poivron vert, l’huile d'olive, le jus de citron, l’ail, le yaourt et l’origan.
Il se consomme comme un mezzé ou seul avec des tranches de pain pita.